# Rodrigo Rosenberg Marzano
Rodrigo Rosenberg Marzano (Città del Guatemala, 28 novembre 1960 – Città del Guatemala, 10 maggio 2009) è stato un avvocato guatemalteco.

## Biografia
L'avvocato è diventato celebre per un video pubblicato su YouTube dopo la sua morte, in cui accusa il presidente del Guatemala Álvaro Colom Caballeros, la moglie Sandra Torres de Colom, il suo segretario privato Gustavo Alejos e il consigliere finanziario della presidenza Gregorio Valdés del suo assassinio, avvenuto mentre effettuava una passeggiata in bicicletta.
Un'inchiesta effettuata dall'ONU ha svelato che Rosenberg ha invece pianificato il suo omicidio, facendolo organizzare a due cugini che hanno assoldato un sicario. Il movente del suicidio è da ricercarsi nel precedente omicidio del suo cliente Khalil Musa e della figlia Marjorie, con cui aveva una relazione.
La storia di Rosenberg ha ispirato un documentario dal titolo I Will Be Murdered.